# Exposición Continental Sud-Americana (1882)
La Exposición Continental Sud-Americana de 1882 fue una Exposición Universal. Se organizó en Buenos Aires. Fue la segunda realizada en suelo argentino tras la de Córdoba de 1871, y la cuarta en América del Sur tras la ya mencionada de Córdoba, la Exposición Internacional de Lima de 1872 (Perú) y la de Santiago de Chile en 1875.
En esta Exposición Universal, organizada por el Club Industrial, fue tapada con un velo la maqueta de un Monumento a la Independencia, en el que se representaba al famoso "León a los pies de la Nación".
"El León a los pies de la Nación" representaba al "Ibérico altivo León"... frases que figuraban en la antigua versión del Himno Nacional Argentino, escrito por Vicente López y aprobado el 6 de noviembre de 1812 por la Asamblea del Cabildo de Buenos Aires. 
- Datos: Q5853484